# Sielsowiet Hrabauka
Sielsowiet Hrabauka (biał. Грабаўскі сельсавет, ros. Грабовский сельсовет) – sielsowiet na Białorusi, w obwodzie homelskim, w rejonie homelskim, z siedzibą w Hrabauce.

## Demografia
Według spisu z 2009 sielsowiet Hrabauka zamieszkiwało 1557 osób, w tym 1386 Białorusinów (89,02%), 113 Rosjan (7,26%), 41 Ukraińców (2,63%), 12 osób innych narodowości i 5 osób, które nie podały żadnej narodowości.

## Geografia
Sielsowiet położony jest w południowej części rejonu homelskiego. Od północnego wschodu graniczy z Homlem. Przebiega przez niego linia kolejowa Nawabielickaja – Kraucouka (Homel - Czernihów).

## Miejscowości
- wsie:
  - Chutaranka
  - Dubino
  - Hrabauka
  - Piasocznaja Buda
  - Żuraulouka
- osiedla:
  - Apałonauka
  - Basztan
  - Krasny